# Whiz
「whiz」（ウィズ）は、TrySailの楽曲。渡辺翔が作詞・作曲を手掛けた。ユニットの3枚目のシングルとして、2016年2月10日にアニプレックスから発売された。

## 背景・音楽性
本曲は、アニメ『暦物語』のエンディングテーマに起用された。タイトルの「whiz」は風切り音を表していて、風を切るような爽やかな曲になっている。曲のイメージはメンバー3人の間で最初から"河原の土手を自転車で走っている"というもので一致し、自然体でレコーディングをすることが出来たという。
2015年12月12日深夜放送の『終物語』放送内CMにて初解禁され、同年12月19日に開催されたイベント『LAWSON presents TrySailのTRYangle harmony FES』にてライブで初披露された。

## ミュージック・ビデオ
ビデオでは"かわいさ"がフィーチャーされ、ミニチュアの世界の3人とケーキを作っている普段の3人の2つの世界が描かれている。3人の間で共有されていた曲のイメージ通りに、爽やかな風を受けながら自転車に乗るシーンも描かれており、固定されて動かない状態の自転車を使用し撮影された。

## シングルリリース
2016年2月10日にアニプレックスから発売された。TrySailのシングルとしては、前作『コバルト』から約6ヶ月ぶりのリリースとなる。販売形態は初回限定生産盤、期間限定生産盤、通常盤の3形態でリリースされ、初回生産限定盤には本曲のミュージック・ビデオを収録したDVDが、期間生産限定盤にはアニメ『暦物語』のノンクレジットエンディング映像を収録したDVDが同梱されている。

## チャート成績
2016年2月22日付のオリコン週間シングルチャートで初登場4位を記録し、TrySailとしては初のTOP5入りとなった。初動売上は約1.3万枚であった。

## シングル収録内容

### 初回生産限定盤・通常盤
| #         | タイトル                       | 作詞・作曲 | 編曲      | 時間  |
| --------- | ------------------------------ | ---------- | --------- | ----- |
| 1.        | 「whiz」                       | 渡辺翔     | 倉内達矢  | 4:25  |
| 2.        | 「Baby My Step」               | 春日章宏   | 春日章宏  | 4:08  |
| 3.        | 「whiz」(Instrumental)         |            |           | 4:25  |
| 4.        | 「Baby My Step」(Instrumental) |            |           | 4:06  |
| 合計時間: | 合計時間:                      | 合計時間:  | 合計時間: | 17:04 |

| #  | タイトル              | 作詞 | 作曲・編曲 | 時間 |
| -- | --------------------- | ---- | ---------- | ---- |
| 1. | 「whiz」(Music Video) |      |            | 4:30 |

### 期間生産限定盤
| #         | タイトル                       | 作詞  | 作曲・編曲 | 時間 |
| --------- | ------------------------------ | ----- | ---------- | ---- |
| 1.        | 「whiz」                       |       |            | 4:25 |
| 2.        | 「Baby My Step」               |       |            | 4:08 |
| 3.        | 「whiz」(TV ver.)              |       |            | 1:30 |
| 4.        | 「whiz」(Instrumental)         |       |            | 4:25 |
| 5.        | 「Baby My Step」(Instrumental) |       |            | 4:06 |
| 合計時間: | 合計時間:                      | 18:34 |            |      |

| #  | タイトル                                               | 作詞 | 作曲・編曲 | 時間 |
| -- | ------------------------------------------------------ | ---- | ---------- | ---- |
| 1. | 「アニメ『暦物語』ノンクレジットエンディングムービー」 |      |            | 1:38 |

## 収録アルバム
| アルバム        | 発売日        | 備考                  |
| --------------- | ------------- | --------------------- |
| 『Sail Canvas』 | 2016年5月25日 | 1stオリジナルアルバム |

## チャート
| チャート（2016年）                    | 最高位 |
| ------------------------------------- | ------ |
| オリコン週間                          | 4      |
| オリコン月間                          | 28     |
| Billboard Japan Hot 100               | 16     |
| Billboard Japan Hot Animation         | 4      |
| Billboard Japan Radio Songs           | 95     |
| Billboard Japan Hot Singles Sales     | 6      |
| アニカン アニメイト（初回生産限定盤） | 22     |
| アニカン ゲーマーズ（通常盤）         | 9      |
| アニカン HMV                          | 6      |